# Sraosza
Sraosza (Sraōša awest. „posłuszeństwo”), Srosz (śr. pers.), Sorusz – syn Ahuramazdy i Armaiti. Był boskim posłańcem, duchem posłuszeństwa religijnego i modlitwy. Nocą zmagał się z demonami, ludzi bronił przed czarownikami. Prowadził dusze zmarłych do zaświatów, gdzie był jednym z sędziów. Jedna z wersji mitu mówi, że ostatecznie pokona Aži Dahakę. W zoroastryzmie był czasem czczony jako ósmy z Nieśmiertelnych Świętych (Amesza Spenta), niekiedy jako pomocnik drugiego z nich, Ardibeheszta. Gdy latał nad ziemią, koguty piały. Kogut zresztą uznawany jest za jego świętego ptaka.
Kult Sraoszy prawdopodobnie istniał jeszcze w okresie przed Zaratustrą.